# Lunde (Varde Kommune)
 For alternative betydninger, se Lunde (flertydig). (Se også artikler, som begynder med Lunde)
Lunde er en landsby i Sydvestjylland med 424 indbyggere  (2024). Lunde er beliggende fem kilometer øst for Nørre Nebel 20 kilometer nord for Varde og 40 kilometer nord for Esbjerg. Landsbyen tilhører Varde Kommune og er beliggende i Region Syddanmark.
Den hører til Lunde Sogn, og Lunde Kirke samt Lunde Kro ligger i landsbyen.
Landsbyen har station på Varde-Nørre Nebel Jernbane.
Lunde gamle præstegård lå indtil 1927 ca en km syd for den nuværende. I den gamle præstegårdshave, der nu er en lille skov, findes endnu resterne af Lunde Barfred, der stod her indtil 1830, og hvor Christian III menes at have overnattet på en rejse i 1537.
- Lunde Kirke
- Kirkens Korshærs genbrugsbutik i Lunde
- Resterne af Lunde Barfred i den gamle præstegårds have
- Mindesten ved Lunde Barfred